# Jozef Noterdaeme
Jozef Louis Maria Noterdaeme (Brugge, 1 november 1892 - aldaar, 24 oktober 1981) was een Belgisch rooms-katholiek priester en historicus.

## Levensloop
Noterdaeme was een zoon van Jeroom Noterdaeme (1862-1933). Hij liep school in het Sint-Lodewijkscollege en beëindigde de humaniora in de retorica 1911, samen met zijn broer Alfons. Terwijl twee broers en twee zussen kloosterling werden (Witte Paters en Witte Zusters van Afrika), werd hij diocesaan priester.
In 1911-1912 studeerde hij geschiedenis aan de Rijksuniversiteit in Gent, waar hij onder meer Henri Pirenne als professor had. Hij trok vervolgens naar het kleinseminarie in Roeselare en naar het Grootseminarie in Brugge. Op 25 mei 1918 werd hij tot priester gewijd. Men oordeelde dat zijn gezondheid te zwak was om hem een taak als leraar toe te vertrouwen en hij werd hulppriester in Dudzele (1918), Hondschote in Frans-Vlaanderen (1919) en Vlissegem (1920). In 1925 werd hij onderpastoor in Sint-Michiels en in 1933 in Sint-Andries. Zijn vader was bij hem komen inwonen en stierf er in 1933.
In 1944 werd hij pastoor in Snellegem. De eigenaardigheid dat de parochiekerk op de oostelijke grens van de parochie stond maakte dat hij aan opzoekingen begon over de aanleiding hiertoe. Hij begon de parochiale, bisschoppelijke en stedelijke archieven te bestuderen. In 1962 nam Noterdaeme ontslag en werd aalmoezenier aan het Koningin Elisabeth Sanatorium in Sijsele. In 1978 nam hij ook daar ontslag en kwam op hoge leeftijd in de ouderlijke woning aan de Langerei wonen, waar hij drie jaar later overleed.

## Studies over Snellegem en het vroegste Brugge
Tijdens zijn jaren pastoorschap in Snellegem begon Noterdaeme zich actief te interesseren voor deze Romeinse nederzetting en begon aan een levenswerk van publicaties over dit gebied. Meteen bracht hem dit in onmiddellijke aanraking met de vroegste geschiedenis van Brugge, waarover hij vernieuwende studies publiceerde. Zijn thesissen werden niet allemaal juist bevonden, maar het staat vast dat hij een frisse en stimulerende kijk op de vroegste geschiedenis van Brugge en ommeland introduceerde.
De 'Fiscus regius Snellegem' waar hij zich op toelegde, stond eertijds aan de oorsprong van Brugge en zodoende bestudeerde hij de oorsprong en de vroegste ontwikkeling van de stad, de ontwikkeling van de parochies, de grafelijke domeinen, enz.
Later bestudeerde hij ook die andere 'fiscus regius' of 'kroondomein', namelijk Sijsele, die ook mee aan de oorsprong van Brugge lag.

## De disputen rond Jacob van Maerlant
In 1951 publiceerde Noterdaeme zijn eerste en meteen meest geruchtmakende studie, gewijd aan Jacob van Maerlant. Op basis van archiefstukken kwam hij tot de conclusie dat er niet moest gelezen worden 'Jacob, koster in Maerlant' (bij Den Briel in Zuid-Holland), maar 'Jacob de Costere uit het Maerlant in Houtave-Zuienkerke', in het Brugse Vrije. Tegelijk bouwde hij een nieuwe hypothese op over de chronologie van Maerlants geschriften.
Onmiddellijk beschouwd als voorname Maerlantkenner, kreeg hij het aan de stok met de Maerlantschrijvers uit de Jezuïetenorde, met als voornaamste Jozef Van Mierlo s.j. (1878-1958). In Noord-Nederland werd zijn thesis tamelijk algemeen aanvaard door dr. mr. Herbert Paul Schaap (1894-1982) en prof. dr. Wytze Gs. Hellinga (1908-1985). Bij zoverre dat men er in Maerlant bij Voorne aan dacht om de gedenkplaat ter ere van Jacob maar te verwijderen.
Noterdaeme was overtuigd van zijn gelijk en meende ook dat Van Mierlo hem uiteindelijk (met tegenzin en alleen maar mondeling) gelijk had gegeven. Na de dood van de protagonisten is gebleken dat de thesis van Noterdaeme voortsproot uit een verkeerde lezing van een handschrift, waarbij hij 'Matlant' als 'Marlant' of 'Maerlant' had gelezen.
Noterdaeme werd lid van de Maatschappij der Nederlandse Letterkunde in Leiden.

## Publicaties
- Jacob van Maerlant, klerk van de heren van Roden te Snellegem, in: Handelingen van het Genootschap voor Geschiedenis te Brugge, 1951, p.5-25.
- De heren van Beveren-Waas, tevens heren van Diksmuide, in: Annalen van de Oudheidkundige Kring van het Land van Waas, 1953.
- Boudewijn I, graaf van Vlaanderen, in: Handelingen der Maatschappij voor Geschiedenis en Oudheidkunde te Gent, 1953, p.55-63.
- Wainebrucga, in: Biekorf, 1953 p.62-66.
- Windmolens te Snellegem, in: Biekorf, 1953 p.115-117.
- Een oude leprozerij te Snellegem, in: Biekorf, 1953 p.204.
- Een altaarsteen uit de twaalfde eeuw te Snellegem, in: Biekorf 1953, p.218-220.
- Het ‘Gouden Ringstuk’ te Snellegem, in: Biekorf, 1953, p.259.
- Het romaans kerkje te Snellegem in West-Vlaanderen, 1953, p.75-76.
- De graven van Vlaanderen en hun domeinen rond Brugge, in: Handelingen der Maatschappij voor Geschiedenis en Oudheidkunde te Gent, 1954, p.31-38.
- De vossebarm te Snellegem, in: Biekorf, 1954, p.77-78.
- Studiën over de vroegste kerkgeschiedenis van Brugge I. Sijsele en het St.-Maartenskapittel te Utrecht, in: Sacris Erudiri, 1954, p.180-188.
- Studiën over de vroegste kerkgeschiedenis van Brugge II. De fiscus Weinebrugge en de herkomst van de St.-Salvatorskerk te Brugge in: Sacris Erudiri, 1955, p.131-139.
- Sint Elegius in de pagus Flandrensis. De kerk te Snellegem, in: Sacris Erudiri, 1955, p.142-162 (met E. Dekkers osb).
- Jacob de Costere van Maerlant, in: Wetenschappelijke Tijdingen, 1955, p.313-321.
- Het Oosthof te Snellegem, in: Handelingen voor Geschiedenis en Oudheidkunde te Gent, 1956.
- Jacob van Maerlant, in: Wetenschappelijke Tijdingen, 1956, p.97-107 (polemiek tussen Noterdaeme, J. van Mierlo en J. van Cleemput).
- De fiscus Snellegem en de vroegste kerstening in het westen van Brugge, in: Handelingen der Maatschappij voor Geschiedenis en Oudheidkunde te Gent, 1957, p.49-128.
- Bij het Maerlant probleem, in: Handelingen der Maatschappij voor Geschiedenis en Oudheidkunde te Gent, 1958, p.47-59.
- Jacob de Coster van Maerlant, in: Ons Heem, 1958-1959, p.147-152.
- Het ontstaan van de parochie Oudenburg, in: Sacris Erudiri, 1958, p.151-161. 161.
- Jacob van Maerlant en het leven van de H. Clara, in: Handelingen van het Genootschap voor Geschiedenis te Brugge, 1958, p.97-114.
- Brugge-toponiemen, in: Ons Heem, 1960, p.203-219.
- De Spiegel Historiaal, in: Wetenschappelijke Tijdingen, 1960, p.194-198.
- Jacob van Maerlant, in: Wetenschappelijke Tijdingen, 1960, p.291-300.
- Het Maerlant probleem, in: Ons Heem 14, p.203-219.
- Het kerkplein te Snellegem in de dertiende eeuw, in: Brugs Ommeland, 1960.
- De ridders van Straten, in: Brugs Ommeland 1, 1960, p.23-30.
- Jacob de Costere van Maerlant, in: Handelingen van de Koninklijke Zuidnederlandse Maatschappij voor Taal- en Letterkunde en Geschiedenis, 1961, p.233-272.
- Jakob van Maerlant, in: West-Vlaanderen 10, 1961, p.197-199.
- Jakob van Maerlant en de Kasselberg, in: Ons Heem, 1962-1963, p.132.
- Galbert en de ridders van Straten, in: Brugs Ommeland 2, 1962, p.12-21.
- De ridders van Roden in de eerste helft van de dertiende eeuw, in: het Brugs Ambacht, Album archivaris dr. Jos de Smet, Brugge 1964.
- De ridders van Roden en Jacob de Coster van Maerlant, in: Appeltjes van Meetjesland, 1964, p.45-114 (in bijlage veertien oorkonden van 1235 tot 1252).
- De ridders van Roden in de tweede helft van de dertiende eeuw, in: De Leiegouw, 1966, p.313-329.
- Nieuwe Maerlantprobleem, in: Tijdschrift voor Nederlandse Taal- en Letterkunde, 1966, p.81-119 (samen met H.P. Schaap).
- De Budanflit te Oostkerke, in: Rond de Poldertorens, 1960, p.159 (Oostkerkenummer).
- Jan van Rode, heer van Ingelmunster, in: De Leiegouw, 1972, p.3-32.
- De vroegste geschiedenis van Brugge, in: Handelingen van het Genootschap voor Geschiedenis te Brugge, 1975, p.5-59 en p.171-204; 1976, p.87-137; 1977, p.211-238.
- Molens en molenaars te Snellegem, in: Brugs Ommeland, 1976, p.79-90.
- Hoofdmannen en burgemeesters te Snellegem, in: Brugs Ommeland, 1977, p.91-95.
- Jacob van Maerlant, in: Rond de Poldertorens, 1978, p.1-2.
- Klokkengeschiedenis te Snellegem, in: Brugs Ommeland, 1977, p.320-322.
- Sodaliteit van de Gekruisigde Zaligmaker, in: Brugs Ommeland, 1979, p.326-330.